# Le Caire raconté par Youssef Chahine
Pour plus de détails, voir Fiche technique et Distribution.
Le Caire raconté par Youssef Chahine (القاهرة منورة بأهلها, Al-qahira menauwwara bi Ahlaha) est un film égyptien réalisé par Youssef Chahine, sorti en 1991.

## Fiche technique
- Titre : Le Caire, raconté par Youssef Chahine
- Titre original : القاهرة منورة بأهلها (Al-qahira menauwwara bi Ahlaha)
- Réalisation : Youssef Chahine
- Scénario : Youssef Chahine et Khaled Youssef
- Pays d'origine : Égypte
- Format : Couleurs - 1,85:1 - Mono - 35 mm
- Genre : Documentaire
- Durée : 23 minutes
- Date de sortie : 1991